# 贡山槭
贡山槭（学名：Acer kungshanense）为无患子科槭属的植物，是中国的特有植物。分布在中国大陆的云南等地，生长于海拔2,500米至3,200米的地区，一般生于疏林中，目前已由人工引种栽培。

## 异名
- Acer franchetii Pax var. acuminatilobum Fang et Chow
- Acer kungshanense Fang et C. Y. Chang var. acuminatilobum (Fang et Chow) Fang